# Brzesko
Brzesko [břesko] je město v Polsku v Malopolském vojvodství. Je správním střediskem okresu Brzesko a stejnojmenné městsko-vesnické gminy. Nachází se na cestě mezi Krakovem (vzdáleným 54 km) a Tarnovem (33 km), asi 324 km jihozápadně od Varšavy. V roce 2024 zde žilo 15 928 obyvatel.
Město leží na řece Uszwica, která se vlévá do Visly. Ve městě sídlí pivovar Okocim, pojmenovaný podle nedaleké stejnojmenné vesnice. Nachází se zde kostel Nejsvětější Matky Panny Marie a svatého Jakuba Apoštola a kostel svatého Ducha.

## Historie
Město bylo založeno v roce 1385 šlechticem Spytkem Melsztyńskim, který jej založil se souhlasem královny Hedviky. Oblast dnešního města však byla obydlena již v dobách mezolitu. V roce 1440 založil Řehoř ze Sanoku ve městě špitál.

## Doprava
Městem procházejí státní silnice 75 a 94, které v jeho západní části tvoří peáž. Severně od Brzeska prochází dálnice A4.